# Campionati del mondo di atletica leggera 1995 - Maratona maschile
La maratona maschile si è tenuta il 12 agosto 1995.

## Classifica finale
| Pos      | Atleta                  | Paese                               | Tempo    | Note                          |
| -------- | ----------------------- | ----------------------------------- | -------- | ----------------------------- |
|          | Martín Fiz              | Spagna                              | 2h11'41" |                               |
|          | Dionicio Cerón          | Messico                             | 2h12'13" |                               |
|          | Luíz Antônio dos Santos | Brasile                             | 2h12'49" |                               |
| 4        | Peter Whitehead         | Regno Unito                         | 2h14'08" |                               |
| 5        | Alberto Juzdado         | Spagna                              | 2h15'29" |                               |
| 6        | Diego García            | Spagna                              | 2h15'34" |                               |
| 7        | Richard Nerurkar        | Regno Unito                         | 2h15'47" |                               |
| 8        | Steve Moneghetti        | Australia                           | 2h16'13" |                               |
| 9        | Andrés Espinosa         | Messico                             | 2h16'44" |                               |
| 10       | Steve Plasencia         | Stati Uniti                         | 2h16'56" |                               |
| 11       | Bruce Deacon            | Canada                              | 2h16'58" |                               |
| 12       | Yuji Nakamura           | Giappone                            | 2h17'30" |                               |
| 13       | Oleg Strizhakov         | Russia                              | 2h17'50" |                               |
| 14       | Konrad Dobler           | Germania                            | 2h18'09" | Miglior prestazione personale |
| 15       | Isidro Rico             | Messico                             | 2h18'29" |                               |
| 16       | Ikaji Salum             | Tanzania                            | 2h18'39" |                               |
| 17       | Daisuke Tokunaga        | Giappone                            | 2h19'53" |                               |
| 18       | Erick Wainaina          | Kenya                               | 2h19'53" |                               |
| 19       | Terje Ness              | Norvegia                            | 2h20'06" |                               |
| 20       | Abdelillah Zerdal       | Marocco                             | 2h20'10" |                               |
| 21       | Ed Eyestone             | Stati Uniti                         | 2h20'17" |                               |
| 22       | Bong-ju Lee             | Corea del Sud                       | 2h20'31" |                               |
| 23       | John Andrews            | Australia                           | 2h20'32" |                               |
| 24       | Tahar Mansouri          | Tunisia                             | 2h20'44" |                               |
| 25       | Hussein Ahmed Salah     | Gibuti                              | 2h20'50" |                               |
| 26       | Elphas Ginindza         | eSwatini                            | 2h21'01" | Miglior prestazione personale |
| 27       | Michael Mukoma          | Kenya                               | 2h21'08" |                               |
| 28       | Joseph Tjitunga         | Namibia                             | 2h21'57" |                               |
| 29       | Tumo Turbo              | Governo di transizione dell'Etiopia | 2h22'01" |                               |
| 30       | Harri Hänninen          | Finlandia                           | 2h22'43" | Miglior prestazione personale |
| 31       | Omar Abdillahi          | Gibuti                              | 2h23'26" | Miglior prestazione personale |
| 32       | Martin Ndivheni         | Sudafrica                           | 2h23'42" |                               |
| 33       | Luca Barzaghi           | Italia                              | 2h23'51" |                               |
| 34       | John Mwathiwa           | Malawi                              | 2h24'01" |                               |
| 35       | Roman Kejžar            | Slovenia                            | 2h24'10" |                               |
| 36       | Isaac Tshabalala        | Sudafrica                           | 2h24'42" |                               |
| 37       | Stephen Langat          | Kenya                               | 2h25'49" |                               |
| 38       | Gi-Sheng Hsu            | Taipei cinese                       | 2h25'55" |                               |
| 39       | Dominique Chauvelier    | Francia                             | 2h27'30" |                               |
| 40       | Nazirdin Akylbekov      | Kirghizistan                        | 2h27'44" |                               |
| 41       | Toshiaki Kurabayashi    | Giappone                            | 2h28'57" |                               |
| 42       | William Aguirre         | Nicaragua                           | 2h29'54" |                               |
| 43       | Juma Ikangaa            | Tanzania                            | 2h30'53" |                               |
| 44       | Eduard Tukhbatullin     | Russia                              | 2h31'19" |                               |
| 45       | Matthews Temane         | Sudafrica                           | 2h31'24" |                               |
| 46       | Idris Ibrahim           | Svezia                              | 2h31'31" |                               |
| 47       | Abebe Mekonnen          | Governo di transizione dell'Etiopia | 2h32'35" |                               |
| 48       | Mothusi Tsiana          | Botswana                            | 2h33'03" | Miglior prestazione personale |
| 49       | Pavel Loskutov          | Estonia                             | 2h33'42" |                               |
| 50       | Jean-Marie Gehin        | Francia                             | 2h34'10" |                               |
| 51       | Mimoun Lamhajar         | Marocco                             | 2h35'17" |                               |
| 52       | Sean Quilty             | Australia                           | 2h37'01" |                               |
| 53       | Islam Dugum             | Bosnia ed Erzegovina                | 2h38'37" |                               |
| Ritirati |                         |                                     |          |                               |
| —        | Yong-Bok Kim            | Corea del Sud                       | dnf      |                               |
| —        | Borislav Dević          | Serbia                              | dnf      |                               |
| —        | Yayeh Aden              | Gibuti                              | dnf      |                               |
| —        | Valdenor dos Santos     | Brasile                             | dnf      |                               |
| —        | Joaquim Pinheiro        | Portogallo                          | dnf      |                               |
| —        | Poulo Makhoahle         | Lesotho                             | dnf      |                               |
| —        | Paul Pilkington         | Stati Uniti                         | dnf      |                               |
| —        | Peter Maher             | Canada                              | dnf      |                               |
| —        | Paul Kuete              | Camerun                             | dnf      |                               |
| —        | Abdelillah Sbaiti       | Marocco                             | dnf      |                               |
| —        | Pamenos Ballantyne      | Saint Vincent e Grenadine           | dnf      |                               |
| —        | Boay Akonay             | Tanzania                            | dnf      |                               |
| —        | Mark Hudspith           | Regno Unito                         | dnf      |                               |
| —        | Antonio Vicente Neto    | Brasile                             | dnf      |                               |
| —        | Laurentiu Staicu        | Romania                             | dnf      |                               |
| —        | Rainer Wachenbrunner    | Germania                            | dnf      |                               |
| —        | Sid-Ali Sakhri          | Algeria                             | dnf      |                               |
| —        | Karel David             | Rep. Ceca                           | dnf      |                               |
| —        | Asaf Bimro              | Israele                             | dnf      |                               |
| —        | Åke Eriksson            | Svezia                              | dnf      |                               |
| —        | Luigi Di Lello          | Italia                              | dnf      |                               |
| —        | Joaquim Silva           | Portogallo                          | dnf      |                               |
| —        | Aleksandr Vychuzhanin   | Russia                              | dnf      |                               |
| —        | Kent Jensen             | Danimarca                           | dnf      |                               |
| —        | Tena Negere             | Governo di transizione dell'Etiopia | dnf      |                               |